# Novita
Novita là một khu tự quản thuộc tỉnh Chocó, Colombia. Thủ phủ của khu tự quản Novita đóng tại Novita Khu tự quản Novita có diện tích 1327 ki lô mét vuông. Đến thời điểm ngày 28 tháng 5 năm 2005, khu tự quản Novita có dân số 8150 người.